# Соуза, Ортенсио де
Орте́нсио де Соуза (порт.-браз. Hortêncio de Souza; 15 ноября 1915, по другим данным 15 мая 1915, по третьим данным 13 февраля 1914, Порту-Алегри — неизвестно) — бразильский футболист, нападающий.

## Карьера
Ортенсио де Соуза начал карьеру в 1934 году в клубе «Крузейро» из Порту-Алегри, где выступал до 1936 года. По некоторым данным в 1935 году нападающий играл за «Пеньяроль». В 1937 году он перешёл в «Гремио Сантантензе». В начале 1938 года бразилец перешёл в аргентинский клуб «Чакарита Хуниорс», куда его пригласил уругвайский тренер Рикардо Диес. Там он дебютировал 3 апреля в матче с «Ривер Плейт» (2:5), в котором отдал голевую передачу. Всего в том сезоне футболист сыграл в семи матчах. По некоторым данным в том же году Ортенсио якобы выступал за «Ньюэллс Олд Бойз», где даже стал первым бразильским игроком в истории клуба, однако это не подтверждается другими источниками.
Во второй половине сезона форвард возвратился в Бразилию. Там он провёл несколько месяцев в «Крузейро», а затем уехал в Рио-де-Жанейро, подписав контракт с «Америкой». 2 октября он забил первый мяч за клуб, поразив ворота «Бангу» (4:0). За «Америку» Ортенсио играл до 1941 года. За четыре года в команде футболист забил 39 голов. Затем, по данным одного источника, нападающий выступал за «Васко да Гаму». Также 20 апреля он сыграл единственный товарищеский матч в составе «Фламенго» с «Флуминенсе».
Летом 1941 года Ортенсио подписал контракт с клубом «Сан-Паулу». 10 августа он дебютировал в составе команды в матче с «Коринтиансом» (0:3). А уже 25 марта следующего года сыграл последнюю встречу за «Сан-Паулу» против «Флуминенсе» (1:1) на турнире Золотой лотереи. Всего за клуб Ортенсио провёл 21 матч и забил 6 голов. С 1942 по 1943 год Ортенсио выступал за «Ипирангу». А завершил карьеру в «Крузейро» в 1944 году.
В 1959 году Ортенсио стал главным тренером «Коритибы» и в том же году выиграли с ней чемпионат штата Парана. В 1961 году он тренировал «Операрио Ферровиарио», с которой стал чемпионом южной зоны чемпионата штата Парана. В 1962 году Ортенсио являлся главным тренером «Уберабы».

## Международная статистика
| Матчи Ортенсио де Соузы за сборную Бразилии | Матчи Ортенсио де Соузы за сборную Бразилии | Матчи Ортенсио де Соузы за сборную Бразилии | Матчи Ортенсио де Соузы за сборную Бразилии | Матчи Ортенсио де Соузы за сборную Бразилии | Матчи Ортенсио де Соузы за сборную Бразилии | Матчи Ортенсио де Соузы за сборную Бразилии |
| ------------------------------------------- | ------------------------------------------- | ------------------------------------------- | ------------------------------------------- | ------------------------------------------- | ------------------------------------------- | ------------------------------------------- |
| №                                           | Дата                                        | Место проведения                            | Оппонент                                    | Счёт                                        | Голы                                        | Турнир                                      |
| 1                                           | 24 марта 1940                               | Рио-де-Жанейро                              | Уругвай                                     | 3:4                                         | —                                           | Кубок Рио-Бранко                            |

## Достижения
- Чемпион штата Парана: 1959, 1960